# Niente

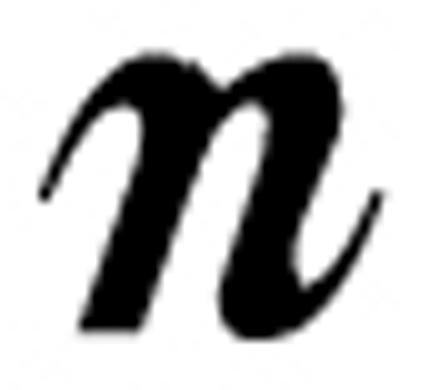
het symbool voor niente

Niente is een Italiaanse muziekterm voor dynamieknotatie die aangeeft dat een passage onhoorbaar zacht gespeeld moet worden. De term wordt aangegeven met n in een vette cursieve schreefletter onder de desbetreffende partij en in partijen met twee balken (zoals voor piano) tussen de balken, tenzij beide balken verschillende dynamiek benodigen. De aanwijzing komt vaak voor in combinatie met een decrescendo, wanneer het de bedoeling is dat men in luidheid afneemt totdat niets hoorbaars overblijft ("n" of ook wel "ø").